# Campeonato de Primera División 1983 (Argentina)
El Campeonato de Primera División 1983, extraoficialmente llamado Torneo Metropolitano 1983, fue el septuagésimo segundo de la era profesional y el segundo certamen del año de la Primera División de Argentina. Se desarrolló entre el 11 de junio y el 22 de diciembre.
El Club Atlético Independiente fue campeón por decimotercera vez en su historia, con la dirección técnica de José Pastoriza. Clasificó de esta manera a la Copa Libertadores 1984, junto con el campeón del Nacional, el Club Estudiantes de La Plata.
En esta temporada el sistema de descensos de las competiciones del fútbol argentino tuvo un cambio sustancial. Se dejaron de utilizar los distintos métodos que se venían empleando y se reflotó el sistema de promedio de puntos, que había sido utilizado con anterioridad entre 1957 y 1963. Al finalizar el torneo, descendieron a Primera B los equipos que tuvieron los dos menores promedios por temporada, considerando los dos últimos torneos regulares disputados.
Por otra parte, se produjo el primer y único descenso en la historia de Racing Club, tras 73 temporadas ininterrumpidas en Primera División.

## Ascensos y descensos
| Pos       | Equipos ascendidos |
| --------- | ------------------ |
| 1.º       | San Lorenzo        |
| Gan. Red. | Temperley          |

| Pos  | Equipos descendidos en la temporada 1982 |
| ---- | ---------------------------------------- |
| 18.º | Quilmes                                  |
| 19.º | Sarmiento                                |

## Equipos
| Equipo             | Ciudad        |
| ------------------ | ------------- |
| Argentinos Juniors | Buenos Aires  |
| Boca Juniors       | Buenos Aires  |
| Estudiantes        | La Plata      |
| Ferro Carril Oeste | Buenos Aires  |
| Huracán            | Buenos Aires  |
| Independiente      | Avellaneda    |
| Instituto          | Córdoba       |
| Newell's Old Boys  | Rosario       |
| Nueva Chicago      | Buenos Aires  |
| Platense           | Vicente López |
| Racing             | Córdoba       |
| Racing Club        | Avellaneda    |
| River Plate        | Buenos Aires  |
| Rosario Central    | Rosario       |
| San Lorenzo        | Buenos Aires  |
| Talleres           | Córdoba       |
| Temperley          | Temperley     |
| Unión              | Santa Fe      |
| Vélez Sarsfield    | Buenos Aires  |

### Distribución geográfica de los equipos
| Región                 | Cant. | Equipos |
| ---------------------- | ----- | --- |
| Ciudad de Buenos Aires | 8     | Argentinos Juniors, Boca Juniors, Ferro Carril Oeste, Huracán, Nueva Chicago, River Plate, San Lorenzo y Vélez Sarsfield |
| Conurbano bonaerense   | 4     | Independiente, Platense, Racing Club y Temperley                                                                         |
| Provincia de Córdoba   | 3     | Instituto, Racing y Talleres                                                                                             |
| Provincia de Santa Fe  | 3     | Newell's Old Boys, Rosario Central y Unión                                                                               |
| Ciudad de La Plata     | 1     | Estudiantes |

## Tabla de posiciones final
| Pos. | Equipo             | Pts. | PJ | PG | PE | PP | GF | GC | Dif. |
| ---- | ------------------ | ---- | -- | -- | -- | -- | -- | -- | ---- |
| 1.º  | Independiente      | 48   | 36 | 16 | 16 | 4  | 54 | 38 | 16   |
| 2.º  | San Lorenzo        | 47   | 36 | 20 | 7  | 9  | 69 | 43 | 26   |
| 3.º  | Ferro Carril Oeste | 46   | 36 | 16 | 14 | 6  | 44 | 27 | 17   |
| 4.º  | Vélez Sarsfield    | 44   | 36 | 18 | 8  | 10 | 61 | 45 | 16   |
| 5.º  | Unión              | 38   | 36 | 14 | 10 | 12 | 47 | 43 | 4    |
| 6.º  | Estudiantes (LP)   | 38   | 36 | 13 | 12 | 11 | 42 | 43 | −1   |
| 7.º  | Boca Juniors       | 37   | 36 | 14 | 9  | 13 | 57 | 61 | −4   |
| 8.º  | Argentinos Juniors | 36   | 36 | 13 | 10 | 13 | 44 | 45 | −1   |
| 9.º  | Newell's Old Boys  | 35   | 36 | 11 | 13 | 12 | 56 | 49 | 7    |
| 10.º | Instituto          | 35   | 36 | 12 | 11 | 13 | 45 | 48 | −3   |
| 11.º | Platense           | 34   | 36 | 11 | 12 | 13 | 41 | 44 | −3   |
| 12.º | Temperley          | 33   | 36 | 12 | 9  | 15 | 46 | 51 | −5   |
| 13.º | Talleres (C)       | 33   | 36 | 11 | 11 | 14 | 41 | 58 | −17  |
| 14.º | Huracán            | 32   | 36 | 11 | 10 | 15 | 44 | 47 | −3   |
| 15.º | Nueva Chicago      | 32   | 36 | 10 | 12 | 14 | 38 | 48 | −10  |
| 16.º | Rosario Central    | 30   | 36 | 11 | 8  | 17 | 50 | 60 | −10  |
| 17.º | Racing Club        | 30   | 36 | 11 | 8  | 17 | 38 | 49 | −11  |
| 18.º | River Plate        | 29   | 36 | 10 | 9  | 17 | 37 | 50 | −13  |
| 19.º | Racing (C)         | 27   | 36 | 7  | 13 | 16 | 46 | 51 | −5   |

## Tabla de descenso
El descenso se determinó por el promedio de puntos por temporada, obtenidos en los dos últimos campeonatos.
| Pos  | Equipo             | 82 | 83 | Total | Promedio |
| ---- | ------------------ | -- | -- | ----- | -------- |
| 1.º  | Independiente      | 52 | 48 | 100   | 50,00    |
| 2.º  | San Lorenzo        | -  | 47 | 47    | 47,00    |
| 3.º  | Estudiantes (LP)   | 54 | 38 | 92    | 46,00    |
| 4.º  | Vélez Sarsfield    | 42 | 44 | 86    | 43,00    |
| 5.º  | Boca Juniors       | 48 | 37 | 85    | 42,50    |
| 6.º  | Ferro Carril Oeste | 37 | 46 | 83    | 41,50    |
| 7.º  | Newell's Old Boys  | 44 | 35 | 79    | 39,50    |
| 8.º  | Huracán            | 41 | 32 | 73    | 36,50    |
| 9.º  | Instituto          | 33 | 35 | 68    | 34,00    |
| 10.º | Rosario Central    | 37 | 30 | 67    | 33,50    |
| 11.º | Racing (C)         | 39 | 27 | 66    | 33,00    |
| 12.º | Talleres (C)       | 33 | 33 | 66    | 33,00    |
| 13.º | Temperley          | -  | 33 | 33    | 33,00    |
| 14.º | Unión              | 27 | 38 | 65    | 32,50    |
| 15.º | Argentinos Juniors | 28 | 36 | 64    | 32,00    |
| 16.º | River Plate        | 34 | 29 | 63    | 31,50    |
| 17.º | Platense           | 28 | 34 | 62    | 31,00    |
| 18.º | Nueva Chicago      | 28 | 32 | 60    | 30,00    |
| 19.º | Racing Club        | 28 | 30 | 58    | 29,00    |

|  |                           |
|  | Descendió a la Primera B. |

## Resultados

### Primera rueda
| Newell's Old Boys    | 1 - 0 | Racing Club        |
| Argentinos Juniors   | 2 - 1 | Temperley          |
| Estudiantes          | 2 - 1 | Vélez Sarsfield    |
| Huracán              | 2 - 0 | Unión              |
| Independiente        | 1 - 1 | Rosario Central    |
| Instituto            | 0 - 1 | Ferro Carril Oeste |
| Racing (Cba)         | 3 - 3 | Platense           |
| River Plate          | 3 - 0 | Talleres (Cba)     |
| San Lorenzo          | 1 - 2 | Boca Juniors       |
| Libre: Nueva Chicago |       |                    |

| Talleres (Cba)     | 2 - 0 | Estudiantes        |
| Unión              | 0 - 0 | Instituto          |
| Boca Juniors       | 1 - 3 | Racing (Cba)       |
| Ferro Carril Oeste | 1 - 0 | San Lorenzo        |
| Platense           | 1 - 1 | Independiente      |
| Racing Club        | 2 - 2 | River Plate        |
| Temperley          | 1 - 1 | Nueva Chicago      |
| Vélez Sarsfield    | 3 - 2 | Argentinos Juniors |
| Rosario Central    | 2 - 1 | Newell's Old Boys  |
| Libre: Huracán     |       |                    |

| Racing (Cba)       | 1 - 1 | Ferro Carril Oeste |
| Argentinos Juniors | 2 - 1 | Talleres (Cba)     |
| Estudiantes        | 3 - 0 | Racing Club        |
| Independiente      | 2 - 2 | Boca Juniors       |
| Instituto          | 0 - 0 | Huracán            |
| Newell's Old Boys  | 0 - 0 | Platense           |
| Nueva Chicago      | 1 - 1 | Vélez Sarsfield    |
| River Plate        | 2 - 1 | Rosario Central    |
| San Lorenzo        | 3 - 1 | Unión              |
| Libre: Temperley   |       |                    |

| Boca Juniors       | 0 - 0 | Newell's Old Boys  |
| Ferro Carril Oeste | 0 - 1 | Independiente      |
| Huracán            | 2 - 2 | San Lorenzo        |
| Racing Club        | 1 - 1 | Argentinos Juniors |
| Rosario Central    | 2 - 3 | Estudiantes        |
| Talleres (Cba)     | 3 - 1 | Nueva Chicago      |
| Unión              | 1 - 0 | Racing (Cba)       |
| Vélez Sarsfield    | 0 - 0 | Temperley          |
| Platense           | 1 - 2 | River Plate        |
| Libre: Instituto   |       |                    |

| Newell's Old Boys      | 3 - 0 | Ferro Carril Oeste |
| Argentinos Juniors     | 2 - 1 | Rosario Central    |
| Estudiantes            | 0 - 1 | Platense           |
| Independiente          | 3 - 2 | Unión              |
| Nueva Chicago          | 1 - 0 | Racing Club        |
| Racing (Cba)           | 1 - 1 | Huracán            |
| San Lorenzo            | 2 - 0 | Instituto          |
| Temperley              | 3 - 1 | Talleres (Cba)     |
| River Plate            | 1 - 2 | Boca Juniors       |
| Libre: Vélez Sarsfield |       |                    |

| Ferro Carril Oeste | 2 - 1 | River Plate        |
| Instituto          | 2 - 1 | Racing (Cba)       |
| Rosario Central    | 2 - 2 | Nueva Chicago      |
| Talleres (Cba)     | 1 - 0 | Vélez Sarsfield    |
| Unión              | 3 - 2 | Newell's Old Boys  |
| Boca Juniors       | 3 - 1 | Estudiantes        |
| Huracán            | 1 - 1 | Independiente      |
| Platense           | 1 - 0 | Argentinos Juniors |
| Racing Club        | 2 - 1 | Temperley          |
| Libre: San Lorenzo |       |                    |

| Racing (Cba)          | 2 - 3 | San Lorenzo        |
| Argentinos Juniors    | 1 - 2 | Boca Juniors       |
| Estudiantes           | 1 - 1 | Ferro Carril Oeste |
| Independiente         | 3 - 1 | Instituto          |
| Newell's Old Boys     | 1 - 1 | Huracán            |
| Nueva Chicago         | 2 - 1 | Platense           |
| River Plate           | 0 - 3 | Unión              |
| Temperley             | 2 - 1 | Rosario Central    |
| Vélez Sarsfield       | 3 - 2 | Racing Club        |
| Libre: Talleres (Cba) |       |                    |

| Boca Juniors        | 1 - 1 | Nueva Chicago      |
| Ferro Carril Oeste  | 1 - 1 | Argentinos Juniors |
| Huracán             | 2 - 0 | River Plate        |
| Instituto           | 2 - 0 | Newell's Old Boys  |
| Platense            | 2 - 1 | Temperley          |
| Racing Club         | 2 - 0 | Talleres (Cba)     |
| Rosario Central     | 2 - 1 | Vélez Sarsfield    |
| San Lorenzo         | 2 - 3 | Independiente      |
| Unión               | 1 - 0 | Estudiantes        |
| Libre: Racing (Cba) |       |                    |

| Newell's Old Boys  | 2 - 0 | San Lorenzo        |
| Argentinos Juniors | 2 - 0 | Unión              |
| Estudiantes        | 3 - 3 | Huracán            |
| Independiente      | 0 - 0 | Racing (Cba)       |
| Nueva Chicago      | 0 - 0 | Ferro Carril Oeste |
| River Plate        | 1 - 0 | Instituto          |
| Talleres (Cba)     | 4 - 3 | Rosario Central    |
| Temperley          | 1 - 2 | Boca Juniors       |
| Vélez Sarsfield    | 2 - 1 | Platense           |
| Libre: Racing Club |       |                    |

| Boca Juniors         | 1 - 0 | Vélez Sarsfield    |
| Ferro Carril Oeste   | 3 - 0 | Temperley          |
| Huracán              | 2 - 1 | Argentinos Juniors |
| Instituto            | 1 - 0 | Estudiantes        |
| Platense             | 2 - 1 | Talleres (Cba)     |
| Racing (Cba)         | 1 - 1 | Newell's Old Boys  |
| Rosario Central      | 4 - 3 | Racing Club        |
| San Lorenzo          | 4 - 0 | River Plate        |
| Unión                | 1 - 1 | Nueva Chicago      |
| Libre: Independiente |       |                    |

| Argentinos Juniors     | 1 - 1 | Instituto          |
| Estudiantes            | 1 - 0 | San Lorenzo        |
| Newell's Old Boys      | 2 - 0 | Independiente      |
| Nueva Chicago          | 1 - 1 | Huracán            |
| Racing Club            | 3 - 2 | Platense           |
| River Plate            | 1 - 2 | Racing (Cba)       |
| Talleres (Cba)         | 2 - 1 | Boca Juniors       |
| Temperley              | 1 - 0 | Unión              |
| Vélez Sarsfield        | 1 - 1 | Ferro Carril Oeste |
| Libre: Rosario Central |       |                    |

| Boca Juniors             | 2 - 2 | Racing Club        |
| Ferro Carril Oeste       | 2 - 0 | Talleres (Cba)     |
| Huracán                  | 2 - 0 | Temperley          |
| Independiente            | 0 - 0 | River Plate        |
| Instituto                | 1 - 0 | Nueva Chicago      |
| Platense                 | 1 - 1 | Rosario Central    |
| Racing (Cba)             | 3 - 0 | Estudiantes        |
| San Lorenzo              | 1 - 0 | Argentinos Juniors |
| Unión                    | 1 - 4 | Vélez Sarsfield    |
| Libre: Newell's Old Boys |       |                    |

| Argentinos Juniors | 1 - 0 | Racing (Cba)       |
| Estudiantes        | 0 - 0 | Independiente      |
| Nueva Chicago      | 2 - 3 | San Lorenzo        |
| Racing Club        | 0 - 1 | Ferro Carril Oeste |
| River Plate        | 1 - 0 | Newell's Old Boys  |
| Rosario Central    | 4 - 2 | Boca Juniors       |
| Talleres (Cba)     | 1 - 0 | Unión              |
| Temperley          | 2 - 2 | Instituto          |
| Vélez Sarsfield    | 1 - 0 | Huracán            |
| Libre: Platense    |       |                    |

| Boca Juniors       | 0 - 0 | Platense           |
| Ferro Carril Oeste | 2 - 0 | Rosario Central    |
| Huracán            | 3 - 0 | Talleres (Cba)     |
| Independiente      | 1 - 1 | Argentinos Juniors |
| Instituto          | 1 - 1 | Vélez Sarsfield    |
| Newell's Old Boys  | 1 - 1 | Estudiantes        |
| Racing (Cba)       | 5 - 0 | Nueva Chicago      |
| San Lorenzo        | 4 - 0 | Temperley          |
| Unión              | 1 - 0 | Racing Club        |
| Libre: River Plate |       |                    |

| Argentinos Juniors  | 4 - 2 | Newell's Old Boys  |
| Estudiantes         | 2 - 2 | River Plate        |
| Nueva Chicago       | 0 - 0 | Independiente      |
| Platense            | 1 - 3 | Ferro Carril Oeste |
| Racing Club         | 1 - 0 | Huracán            |
| Rosario Central     | 0 - 1 | Unión              |
| Talleres (Cba)      | 1 - 0 | Instituto          |
| Temperley           | 3 - 1 | Racing (Cba)       |
| Vélez Sarsfield     | 2 - 1 | San Lorenzo        |
| Libre: Boca Juniors |       |                    |

| Ferro Carril Oeste | 4 - 0 | Boca Juniors       |
| Huracán            | 0 - 1 | Rosario Central    |
| Independiente      | 2 - 1 | Temperley          |
| Instituto          | 0 - 0 | Racing Club        |
| Newell's Old Boys  | 1 - 1 | Nueva Chicago      |
| Racing (Cba)       | 2 - 2 | Vélez Sarsfield    |
| River Plate        | 1 - 1 | Argentinos Juniors |
| San Lorenzo        | 4 - 0 | Talleres (Cba)     |
| Unión              | 1 - 1 | Platense           |
| Libre: Estudiantes |       |                    |

| Argentinos Juniors        | 1 - 1 | Estudiantes       |
| Boca Juniors              | 0 - 1 | Unión             |
| Nueva Chicago             | 0 - 0 | River Plate       |
| Platense                  | 0 - 0 | Huracán           |
| Racing Club               | 0 - 1 | San Lorenzo       |
| Rosario Central           | 1 - 1 | Instituto         |
| Talleres (Cba)            | 0 - 0 | Racing (Cba)      |
| Temperley                 | 1 - 2 | Newell's Old Boys |
| Vélez Sarsfield           | 3 - 1 | Independiente     |
| Libre: Ferro Carril Oeste |       |                   |

| Estudiantes               | 1 - 0 | Nueva Chicago      |
| Huracán                   | 1 - 2 | Boca Juniors       |
| Independiente             | 3 - 0 | Talleres (Cba)     |
| Instituto                 | 1 - 1 | Platense           |
| Newell's Old Boys         | 0 - 1 | Vélez Sarsfield    |
| Racing (Cba)              | 0 - 1 | Racing Club        |
| River Plate               | 3 - 1 | Temperley          |
| San Lorenzo               | 3 - 3 | Rosario Central    |
| Unión                     | 2 - 2 | Ferro Carril Oeste |
| Libre: Argentinos Juniors |       |                    |

| Boca Juniors       | 4 - 0 | Instituto          |
| Ferro Carril Oeste | 1 - 1 | Huracán            |
| Nueva Chicago      | 0 - 3 | Argentinos Juniors |
| Platense           | 1 - 3 | San Lorenzo        |
| Racing Club        | 1 - 2 | Independiente      |
| Rosario Central    | 2 - 1 | Racing (Cba)       |
| Talleres (Cba)     | 2 - 1 | Newell's Old Boys  |
| Temperley          | 3 - 1 | Estudiantes        |
| Vélez Sarsfield    | 2 - 0 | River Plate        |
| Libre: Unión       |       |                    |

### Segunda rueda
| Boca Juniors         | 2 - 2 | San Lorenzo        |
| Ferro Carril Oeste   | 1 - 1 | Instituto          |
| Platense             | 2 - 0 | Racing (Cba)       |
| Racing Club          | 2 - 1 | Newell's Old Boys  |
| Rosario Central      | 2 - 0 | Independiente      |
| Talleres (Cba)       | 2 - 0 | River Plate        |
| Temperley            | 0 - 0 | Argentinos Juniors |
| Unión                | 1 - 2 | Huracán            |
| Vélez Sarsfield      | 2 - 0 | Estudiantes        |
| Libre: Nueva Chicago |       |                    |

| Argentinos Juniors | 2 - 1 | Vélez Sarsfield    |
| Estudiantes        | 4 - 4 | Talleres (Cba)     |
| Independiente      | 2 - 0 | Platense           |
| Instituto          | 1 - 0 | Unión              |
| Newell's Old Boys  | 3 - 3 | Rosario Central    |
| Nueva Chicago      | 1 - 3 | Temperley          |
| Racing (Cba)       | 2 - 2 | Boca Juniors       |
| River Plate        | 1 - 0 | Racing Club        |
| San Lorenzo        | 2 - 1 | Ferro Carril Oeste |
| Libre: Huracán     |       |                    |

| Boca Juniors       | 3 - 3 | Independiente      |
| Ferro Carril Oeste | 1 - 1 | Racing (Cba)       |
| Huracán            | 3 - 1 | Instituto          |
| Platense           | 2 - 1 | Newell's Old Boys  |
| Racing Club        | 0 - 0 | Estudiantes        |
| Rosario Central    | 2 - 1 | River Plate        |
| Talleres (Cba)     | 1 - 1 | Argentinos Juniors |
| Unión              | 2 - 0 | San Lorenzo        |
| Vélez Sarsfield    | 5 - 0 | Nueva Chicago      |
| Libre: Temperley   |       |                    |

| Argentinos Juniors | 1 - 0 | Racing Club        |
| Estudiantes        | 2 - 1 | Rosario Central    |
| Independiente      | 1 - 0 | Ferro Carril Oeste |
| Newell's Old Boys  | 1 - 0 | Boca Juniors       |
| Nueva Chicago      | 2 - 0 | Talleres (Cba)     |
| Racing (Cba)       | 0 - 0 | Unión              |
| River Plate        | 3 - 1 | Platense           |
| San Lorenzo        | 2 - 1 | Huracán            |
| Temperley          | 1 - 1 | Vélez Sarsfield    |
| Libre: Instituto   |       |                    |

| Boca Juniors           | 1 - 0 | River Plate        |
| Ferro Carril Oeste     | 1 - 1 | Newell's Old Boys  |
| Huracán                | 1 - 0 | Racing (Cba)       |
| Instituto              | 1 - 4 | San Lorenzo        |
| Platense               | 0 - 1 | Estudiantes        |
| Racing Club            | 1 - 0 | Nueva Chicago      |
| Rosario Central        | 0 - 1 | Argentinos Juniors |
| Talleres (Cba)         | 1 - 1 | Temperley          |
| Unión                  | 1 - 1 | Independiente      |
| Libre: Vélez Sarsfield |       |                    |

| Argentinos Juniors | 1 - 2 | Platense           |
| Estudiantes        | 2 - 1 | Boca Juniors       |
| Independiente      | 3 - 0 | Huracán            |
| Newell's Old Boys  | 1 - 3 | Unión              |
| Nueva Chicago      | 1 - 0 | Rosario Central    |
| Racing (Cba)       | 1 - 2 | Instituto          |
| River Plate        | 0 - 1 | Ferro Carril Oeste |
| Temperley          | 3 - 0 | Racing Club        |
| Vélez Sarsfield    | 4 - 0 | Talleres (Cba)     |
| Libre: San Lorenzo |       |                    |

| Boca Juniors          | 2 - 1 | Argentinos Juniors |
| Ferro Carril Oeste    | 0 - 0 | Estudiantes        |
| Huracán               | 2 - 5 | Newell's Old Boys  |
| Instituto             | 2 - 3 | Independiente      |
| Platense              | 2 - 0 | Nueva Chicago      |
| Racing Club           | 2 - 1 | Vélez Sarsfield    |
| Rosario Central       | 1 - 2 | Temperley          |
| San Lorenzo           | 3 - 0 | Racing (Cba)       |
| Unión                 | 1 - 1 | River Plate        |
| Libre: Talleres (Cba) |       |                    |

| Nueva Chicago       | 5 - 0 | Boca Juniors       |
| Argentinos Juniors  | 0 - 2 | Ferro Carril Oeste |
| Estudiantes         | 2 - 1 | Unión              |
| Independiente       | 0 - 2 | San Lorenzo        |
| Newell's Old Boys   | 2 - 0 | Instituto          |
| River Plate         | 1 - 0 | Huracán            |
| Talleres (Cba)      | 0 - 0 | Racing Club        |
| Temperley           | 0 - 0 | Platense           |
| Vélez Sarsfield     | 2 - 3 | Rosario Central    |
| Libre: Racing (Cba) |       |                    |

| Boca Juniors       | 0 - 3 | Temperley          |
| Ferro Carril Oeste | 1 - 0 | Nueva Chicago      |
| Huracán            | 1 - 2 | Estudiantes        |
| Instituto          | 3 - 0 | River Plate        |
| Platense           | 4 - 0 | Vélez Sarsfield    |
| Racing (Cba)       | 1 - 1 | Independiente      |
| Rosario Central    | 1 - 2 | Talleres (Cba)     |
| San Lorenzo        | 2 - 2 | Newell's Old Boys  |
| Unión              | 2 - 1 | Argentinos Juniors |
| Libre: Racing Club |       |                    |

| Argentinos Juniors   | 2 - 1 | Huracán            |
| Estudiantes          | 3 - 1 | Instituto          |
| Newell's Old Boys    | 4 - 1 | Racing (Cba)       |
| Nueva Chicago        | 0 - 1 | Unión              |
| Racing Club          | 3 - 1 | Rosario Central    |
| River Plate          | 3 - 3 | San Lorenzo        |
| Talleres (Cba)       | 1 - 1 | Platense           |
| Temperley            | 1 - 2 | Ferro Carril Oeste |
| Vélez Sarsfield      | 1 - 1 | Boca Juniors       |
| Libre: Independiente |       |                    |

| Boca Juniors           | 5 - 2 | Talleres (Cba)     |
| Ferro Carril Oeste     | 2 - 0 | Vélez Sarsfield    |
| Huracán                | 1 - 3 | Nueva Chicago      |
| Independiente          | 1 - 1 | Newell's Old Boys  |
| Instituto              | 3 - 1 | Argentinos Juniors |
| Platense               | 0 - 1 | Racing Club        |
| Racing (Cba)           | 2 - 3 | River Plate        |
| San Lorenzo            | 1 - 2 | Estudiantes        |
| Unión                  | 3 - 0 | Temperley          |
| Libre: Rosario Central |       |                    |

| Argentinos Juniors       | 0 - 3 | San Lorenzo        |
| Estudiantes              | 0 - 0 | Racing (Cba)       |
| Nueva Chicago            | 2 - 0 | Instituto          |
| Racing Club              | 1 - 3 | Boca Juniors       |
| River Plate              | 1 - 2 | Independiente      |
| Rosario Central          | 0 - 0 | Platense           |
| Talleres (Cba)           | 0 - 0 | Ferro Carril Oeste |
| Temperley                | 1 - 2 | Huracán            |
| Vélez Sarsfield          | 3 - 2 | Unión              |
| Libre: Newell's Old Boys |       |                    |

| Boca Juniors       | 3 - 0 | Rosario Central    |
| Huracán            | 1 - 2 | Vélez Sarsfield    |
| Independiente      | 2 - 1 | Estudiantes        |
| Instituto          | 1 - 1 | Temperley          |
| Newell's Old Boys  | 0 - 0 | River Plate        |
| Racing (Cba)       | 0 - 1 | Argentinos Juniors |
| San Lorenzo        | 1 - 1 | Nueva Chicago      |
| Unión              | 1 - 1 | Talleres (Cba)     |
| Ferro Carril Oeste | 1 - 1 | Racing Club        |
| Libre: Platense    |       |                    |

| Argentinos Juniors | 2 - 2 | Independiente      |
| Estudiantes        | 0 - 2 | Newell's Old Boys  |
| Nueva Chicago      | 3 - 1 | Racing (Cba)       |
| Platense           | 2 - 1 | Boca Juniors       |
| Racing Club        | 2 - 2 | Unión              |
| Rosario Central    | 1 - 0 | Ferro Carril Oeste |
| Talleres (Cba)     | 2 - 0 | Huracán            |
| Temperley          | 0 - 0 | San Lorenzo        |
| Vélez Sarsfield    | 1 - 2 | Instituto          |
| Libre: River Plate |       |                    |

| Ferro Carril Oeste  | 0 - 2 | Platense           |
| Huracán             | 3 - 1 | Racing Club        |
| Independiente       | 3 - 2 | Nueva Chicago      |
| Instituto           | 3 - 2 | Talleres (Cba)     |
| Newell's Old Boys   | 3 - 3 | Argentinos Juniors |
| Racing (Cba)        | 4 - 0 | Temperley          |
| River Plate         | 1 - 1 | Estudiantes        |
| San Lorenzo         | 2 - 3 | Vélez Sarsfield    |
| Unión               | 3 - 1 | Rosario Central    |
| Libre: Boca Juniors |       |                    |

| Vélez Sarsfield    | 3 - 2 | Racing (Cba)       |
| Argentinos Juniors | 1 - 0 | River Plate        |
| Boca Juniors       | 1 - 2 | Ferro Carril Oeste |
| Nueva Chicago      | 1 - 3 | Newell's Old Boys  |
| Platense           | 1 - 1 | Unión              |
| Racing Club        | 1 - 0 | Estudiantes        |
| Rosario Central    | 1 - 0 | Huracán            |
| Talleres (Cba)     | 0 - 1 | San Lorenzo        |
| Temperley          | 0 - 2 | Independiente      |
| Libre: Estudiantes |       |                    |

| Estudiantes               | 2 - 0 | Argentinos Juniors |
| Huracán                   | 2 - 1 | Platense           |
| Independiente             | 1 - 1 | Vélez Sarsfield    |
| Instituto                 | 2 - 2 | Rosario Central    |
| Newell's Old Boys         | 2 - 3 | Temperley          |
| Racing (Cba)              | 0 - 0 | Talleres (Cba)     |
| River Plate               | 1 - 2 | Nueva Chicago      |
| San Lorenzo               | 1 - 0 | Racing Club        |
| Unión                     | 3 - 2 | Boca Juniors       |
| Libre: Ferro Carril Oeste |       |                    |

| Boca Juniors              | 2 - 1 | Huracán           |
| Nueva Chicago             | 0 - 0 | Estudiantes       |
| Temperley                 | 1 - 0 | River Plate       |
| Vélez Sarsfield           | 2 - 1 | Newell's Old Boys |
| Racing Club               | 3 - 4 | Racing (Cba)      |
| Rosario Central           | 0 - 1 | San Lorenzo       |
| Platense                  | 1 - 4 | Instituto         |
| Ferro Carril Oeste        | 2 - 1 | Unión             |
| Talleres (Cba)            | 1 - 1 | Independiente     |
| Libre: Argentinos Juniors |       |                   |

| Argentinos Juniors | 0 - 1 | Nueva Chicago      |
| Estudiantes        | 0 - 1 | Temperley          |
| Huracán            | 1 - 1 | Ferro Carril Oeste |
| Independiente      | 2 - 0 | Racing Club        |
| Instituto          | 5 - 1 | Boca Juniors       |
| Newell's Old Boys  | 3 - 1 | Talleres (Cba)     |
| Racing (Cba)       | 2 - 0 | Rosario Central    |
| River Plate        | 1 - 2 | Vélez Sarsfield    |
| San Lorenzo        | 2 - 0 | Platense           |
| Libre: Unión       |       |                    |

## Descensos y ascensos
Racing Club y Nueva Chicago descendieron a Primera B, siendo reemplazados por Atlanta y Chacarita Juniors, para el Nacional 1984.

## Goleadores
| Jugador              | Jugador              | Goles | Equipo            |
| -------------------- | -------------------- | ----- | ----------------- |
| Bandera de Argentina | Víctor Rogelio Ramos | 30    | Newell's Old Boys |
| Bandera de Argentina | Carlos Bianchi       | 22    | Vélez Sarsfield   |
| Bandera de Argentina | Armando Husillos     | 18    | San Lorenzo       |
| Bandera de Argentina | Jorge Burruchaga     | 15    | Independiente     |
| Bandera de Argentina | Claudio Morresi      | 15    | Huracán           |